# Marylyn Chiang
Marylyn Chiang (née en 1977) est une nageuse canadienne.

## Biographie
Marylyn Chiang remporte aux Championnats du monde de natation en petit bassin 2000 à Athènes la médaille d'argent du 50 mètres dos et du 100 mètres dos.
Elle étudie à l'Université de Californie à Berkeley.